# Kisses
Kisses (altgriechisch Κισσῆς Kissḗs, aus Κισσέας Kisséas zusammengezogen, auch Κισσεύς Kisseús genannt) ist eine Gestalt der griechischen Mythologie.
Kisses, König in Thrakien, ist Vater der Theano. Sie heiratete den Trojaner Antenor. Den gemeinsamen Sohn Iphidamas schickten sie zu Kisses, der ihn erzog. Als Iphidamas das heiratsfähige Alter erreicht hatte, gab ihm Kisses für ein Brautgeschenk von 100 Rindern seine jüngere Tochter, folglich eine Tante des Iphidamas, zur Frau.
Strabon bringt Kisses, den er Kisseus nennt, mit dem makedonischen Kissos, einer Stadt am Chortiatis-Gebirge, in Verbindung und lässt Iphidamas von dort in den Trojanischen Krieg aufbrechen. Vergil erwähnt in der Aeneis einen Thraker Cisseus, Gastfreund des Anchises, der wohl mit Kisses identisch ist. Seit dem Werk des Euripides gelten Theano und Hekabe als Schwestern, womit Kisses und Kisseus zu einer Person verschmelzen.